# Криволуцька сільська рада
| Криволуцька сільська рада — колишній орган місцевого самоврядування у Лиманському районі Донецької області з адміністративним центром у с. Крива Лука. Сільській раді були підпорядковані населені пункти: - с. Крива Лука - с. Діброва - с. Озерне - с. Каленики |

## Склад ради
Рада складалася з 12 депутатів та голови.

## Керівний склад сільської ради
| ПІБ                       | Основні відомості                                                         | Дата обрання | Дата звільнення |
| ------------------------- | ------------------------------------------------------------------------- | ------------ | --------------- |
| Шилов Олексій Федорович   | Сільський голова, 1947 року народження, освіта, член Партії регіонів      | 26.03.2006   | 31.10.2010      |
| Філоненко Любов Василівна | Сільський голова, 1963 року народження, освіта вища, член Партії регіонів | 31.10.2010   |                 |

Примітка: таблиця складена за даними джерела